# 中川保雄
中川 保雄（なかがわ やすお、1943年1月23日 - 1991年5月10日）は、日本の工学者。工学博士。科学技術史研究者。神戸大学教養学部教授。専門分野は科学技術史。

## 略歴
- 奈良県天理市生まれ[1]
- 1961年 - 大阪大学工学部精密工学科に入学。
- 1978年 - 大阪府科学教育センター研究員を経て、神戸大学教養部自然科学史教室に着任。
- 1988年 - 神戸大学教授に就任。

1979年のスリーマイル島原子力発電所事故をきっかけに、反原発運動に本格的に取り組む。1980年、研究者仲間と「反原発科学者連合」を結成し、各地で学習会を開いたり、原発の下請け労働者の実態を調べたりした。1981年、妻で英文学者の中川慶子を誘い、自宅のある宝塚市で市民団体「原発の危険性を考える宝塚の会」をつくった。
1987年に渡米して入手した資料などから、国際放射線防護委員会（ICRP）の放射線防護基準がどのように作られ変遷したかを丹念にひもとき、「今日の放射線被曝防護の基準とは、核・原子力開発のためにヒバクを強制する側が、それを強制される側に、ヒバクがやむをえないもので、我慢して受忍すべきものと思わせるために、科学的装いを凝らして作った社会的基準であり、原子力開発の推進策を政治的・経済的に支える行政的手段なのである。」との『放射線被曝の歴史』を病床で執筆。病没後に出版された。

## 著作
- 『子ども科学館 子どもの"なぜ"について答える科学の本』日本ブリタニカ、1981年
- 『放射線被曝の歴史』技術と人間、1991年。
- 『〈増補〉放射線被曝の歴史――アメリカ原爆開発から福島原発事故まで』明石書店、2011年。稲岡宏蔵「増補 福島と放射線被曝」、中川慶子「旧版 あとがきにかえて」、「増補版 あとがき」所収。
- 「過小評価されていた放射線障害--広島・長崎41年目の真実」『科学朝日』 46(8), p117-122, 1986-08
- 「ICRP(国際放射線防護委員会)新勧告のねらい--新手のごまかし-上-」『技術と人間』 19(12), p61-69, 1990-12
- 「ICRP(国際放射線防護委員会)新勧告のねらい--新手のごまかし-下-」『技術と人間』 20(1), p98-108, 1991-01
- 「美浜事故・汚染そして被曝問題 (石油・原子力文明を問い直す<特集>)」『技術と人間』 20(6), p8-16, 1991-06

## 訳書
- レスリー・J・フリーマン『核の目撃者たち――内部からの原子力批判』筑摩書房、1983年。中川慶子との共訳。
- ロザリー・バーテル「低線量被曝の危険性--骨に蓄積する放射性核種と単球(単核白血球)の減少」『技術と人間』 18(12)、p56-69、1989年12月